# آلفا کبوتر
آلفا کبوتر یک ستاره است که در صورت فلکی کبوتر قرار دارد.